# Neonemoria decolor
Neonemoria decolor är en fjärilsart som beskrevs av W. Warren 1906. Neonemoria decolor ingår i släktet Neonemoria och familjen mätare. Inga underarter finns listade i Catalogue of Life.